# Jerzy Sfrantzes
Jerzy Sfrantzes (także Sphrantzes, Phrantzes, Phrantza, gr. Γεώργιος  Σφραντζής lub Φραντζής, Geōrgios Sphrantzēs lub Phrantzes; ur. 30 sierpnia 1401 w Konstantynopolu; zm. ok. 1478) – jeden z ostatnich bizantyńskich dziejopisarzy.

## Życie
Urodził się 1401 roku w możnej rodzinie osiadłej na Limnos. Po śmierci rodziców przeniósł się do Konstantynopola, na dwór cesarza Manuela II Paleologa (1391–1425). W 1424 roku wziął udział w greckim poselstwie do sułtana Murada II. Po śmierci Manuela II i objęciu tronu przez Jana VIII wstąpił na służbę u jego brata Konstantyna Dragazesa, despoty Morei. W 1429 roku ocalił mu życie, co przypłacił niewolą u Turków, a następnie u korsarzy. Wykupiony przez Konstantyna został w podzięce, w 1430 roku, obdarowany urzędem gubernatora Patrasu. W 1433 roku cesarz Jan VIII mianował Sfrantzesa protwestiaritesem. W 1440 roku prowadził na Lesbos rozmowy w sprawie zamierzonego małżeństwa Konstantyna z Katarzyną Gettilusio. W 1446 roku został gubernatorem Mistry.
Po wstąpieniu Konstantyna na tron cesarski posłował do Trapezuntu i na Cypr w sprawach matrymonialnych władcy. Za oddane mu usługi otrzymał tytuł wielkiego logotety cesarstwa. Po upadku Konstantynopola ponownie trafił do niewoli tureckiej, z której po trzech miesiącach zbiegł na Peloponez do Tomasza Paleologa, despoty Morei. Podejmował z Peloponezu misje dyplomatyczne do Serbii w 1454 roku i do Wenecji na przełomie 1455 i 1456 roku. Po wycofaniu się z życia publicznego osiadł na Korfu, skąd kilkakrotnie wyruszał w podróże do Włoch: do Ankony, Viterbo i Rzymu. Pod koniec życia wstąpił do klasztoru i przyjął imię Grzegorza. Zmarł około 1478 roku. 

## Dzieło
Do naszych czasów zachowało się dwie wersje tego dzieła: tzw. Kronika większa (Chronicon Maius) i Kronika mniejsza (Chronicon Minus).
Kronika mniejsza obejmuje lata 1413-1477 i stanowi osobisty dziennik Sfrantzesa, prowadzony przez lata, niemal dzień po dniu, przez autora. Zawiera dokładne dane autobiograficzne, materiał jest ułożony chronologicznie, latami, a zainteresowania piszącego ograniczają się do Konstantynopola, Mistry i dynastii Paleologów.
Kronika większa dzieli się na 4 księgi poprzedzone wstępem pochodzącym z Historii współczesnej Jerzego Akropolity. Osnowę kroniki tworzy dziennik Sfrantzesa, poszerzony o wydarzenia z lat 1258-1476. Księga I przedstawia dzieje Paleologów od objęcia przez nich władzy do śmierci Manuela II w 1425 roku wzbogacone o zarys dziejów Turków do czasów Mehmeda II oraz o wiadomości o Arabach w Hiszpanii i na Krecie. Księga II opisuje rządy cesarza Jana VIII, zawiera też dialog napisany pod wpływem polemiki antyżydowskiej Mateusza Blastoresa. Dialog prowadzi z Żydem cesarz Jan VI Kantakuzen, błędnie określony w Kronice jako Jan VIII. Księgę kończy gwałtowna polemika przeciw unii kościelnej, do której doszło na soborze ferraryjsko-florenckim. Księga III przynosi opis oblężenia i upadku Konstantynopola, a ostatnia opis losów Peloponezu po 1453 roku i osobistych dziejów Sfrantzesa oraz ostrą polemikę z łacinnikami i muzułmanami.
Wszystko wskazuje na to, że Sphrantzes jest autorem jedynie Chronicon Minus, zaś autorem Chronicon Maius jest tzw. Pseudo-Phrantzes, identyfikowany z żyjącym w XVI wieku Makariosem Melissenosem alias Melissourgosem.